# Alessandro Sibilio
Alessandro Sibilio (* 27. April 1999 in Neapel) ist ein italienischer Hürdenläufer, der sich auf die 400-Meter-Distanz spezialisiert hat. Aktuell ist er Inhaber des Landesrekordes über diese Distanz und wurde 2024 in Rom Vizeeuropameister.

## Sportliche Laufbahn
Erste internationale Erfahrungen sammelte Alessandro Sibilio im Jahr 2016, als er bei den erstmals ausgetragenen Jugendeuropameisterschaften in Tiflis in 51,46 s die Goldmedaille im Hürdenlauf gewann, wie auch mit der italienischen Sprintstaffel (1000 Meter) in 1:52,78 min. Anschließend startete er bei den U20-Weltmeisterschaften in Bydgoszcz mit der 4-mal-400-Meter-Staffel, wurde dort aber im Finale disqualifiziert. Im Jahr darauf gewann er bei den U20-Europameisterschaften im heimischen Grosseto in 50,34 s die Silbermedaille und siegte mit der Staffel in 3:08,68 min. 2018 belegte er bei den U20-Weltmeisterschaften in Tampere in 52,38 s den achten Platz und siegte mit der Staffel in 3:04,05 min. Bei den IAAF World Relays 2019 in Yokohama schied er mit der Männerstaffel mit 3:03,97 min im Vorlauf aus und erreichte mit der gemischten Staffel in 3:20,28 min Rang vier. Daraufhin schied er bei den U23-Europameisterschaften in Gävle mit 52,23 s in der ersten Runde aus und wurde mit der Staffel im Finale disqualifiziert. Bei den World Athletics Relays 2021 im polnischen Chorzów wurde er in 3:05,11 min Vierter in der 4-mal-400-Meter-Staffel. Im Juli siegte er in 48,42 s bei den U23-Europameisterschaften in Tallinn über die Hürden und gewann mit der Staffel in 3:06,07 min die Silbermedaille hinter dem Team aus Frankreich. Anschließend nahm er an den Olympischen Spielen in Tokio teil und gelangte dort überraschend bis ins Finale, in dem er in 48,77 s den achten Platz belegte. Zudem erreichte er mit der italienischen Männerstaffel in 2:58,81 min den siebten Platz und stellte damit einen neuen Landesrekord auf.
2023 wurde er bei der 1. Liga der Team-Europameisterschaft im Rahmen der Europaspiele in Chorzów in 48,14 s Erster und sicherte sich damit ligenübergreifend die Goldmedaille. Zudem wurde er in der Mixed-Staffel in 3:13,56 min Dritter im A-Lauf in der Mixed-Staffel. Im August schied er bei den Weltmeisterschaften in Budapest mit 48,43 s im Halbfinale über 400 Meter Hürden aus und verhalf der Männerstaffel zum Finaleinzug. Im Jahr darauf siegte er in 48,25 s beim Ostrava Golden Spike und gewann dann im Juni bei den Europameisterschaften in Rom mit neuem Landesrekord von 47,50 s die Silbermedaille hinter dem Norweger Karsten Warholm. Anschließend schied er bei den Olympischen Sommerspielen in Paris mit 48,79 s im Halbfinale über 400 m Hürden aus und gelangte mit der Staffel mit 2:58,72 min im Finale auf Rang sieben.
In den Jahren 2019 und 2021 wurde Sibilio italienischer Meister im 400-Meter-Hürdenlauf sowie 2019 auch in der 4-mal-400-Meter-Staffel.

## Persönliche Bestleistungen
- 400 Meter: 45,08 s, 18. Juni 2022 in Nocera Inferiore
  - 400 Meter (Halle): 47,57 s, 3. März 2018 in Nantes
- 400 m Hürden: 47,50 s, 11. Juni 2024 in Rom (italienischer Rekord)